# Янега
Я́нега — посёлок в Лодейнопольском районе Ленинградской области, административный центр Янегского сельского поселения.

## История
РЕЧНО-ЕМЕЛЬЯНОВКА — деревня при реке Энеге (Хутыме), число дворов — 5, число жителей: 13 м. п., 13 ж. п.; Лесопильный завод. Кузница. (1879 год)

РЕЧКА-ЕМЕЛЬЯНОВКА — деревня при реке Янеге, население крестьянское: домов — 9, семей — 10, мужчин — 19, женщин — 18; некрестьянское: домов — 1, семей — 1, мужчин — 2, женщин — 5; лошадей — 8, коров — 12, прочего — 12. (1905 год)

В конце XIX — начале XX века деревня административно относилась к Мирошкинской волости 1-го стана Лодейнопольского уезда Олонецкой губернии.
До января 1922 года деревня Речка входила в состав Шаменского сельсовета Мирошкинской волости, а затем находилась в составе Шаменского сельсовета Луначарской волости.

Деревня Речка на карте РККА 1943 года

На топографической карте РККА юга Карелии 1943 года деревня обозначена как безымянный населённый пункт к юго-западу от разъезда Янега.
С июня 1954 года деревня Речка в составе Тененского сельсовета, в этом же году при ней началось строительство посёлка лесозаготовителей.
С 1 января 1955 года деревня Речка учитывается областными административными данными как посёлок Янега.
В 1958 году население посёлка составляло 117 человек.
С 1963 года в составе Свирьстроевского поссовета Подпорожского горсовета.
С 1965 года в составе Лодейнопольского района.
По данным 1966 года посёлок находился в составе Первомайского сельсовета.
В 1970 году к посёлку Янега был присоединён посёлок при железнодорожной станции Янега, население которого было значительно больше (917 чел. по данным 1965 года).
В 1973 году центр сельсовета был перенесён из деревни Тененичи в посёлок Янега.
По данным 1973 и 1990 годов в посёлке Янега проживали 1308 человек. Посёлок являлся административным центром Первомайского сельсовета в который входили 4 населённых пункта: деревни Рахковичи, Тененичи, Харевщина и посёлок Янега, общей численностью населения 1557 человек.
В 1997 году в посёлке Янега Янегской волости проживали 1211 человек, в 2002 году — 1187 человек (русские — 89 %).
В 2007 году в посёлке Янега Янегского СП — 1113, в 2010 году — 951, в 2014 году — 1066 человек.

## География
Посёлок расположен в северо-восточной части района на автодороге 41К-243 (Подъезд к посёлку Янега) к югу от автодороги А215 (Лодейное Поле — Брин-Наволок).
Расстояние до районного центра — 35 км.
Расстояние до ближайшей железнодорожной станции Янега — 1 км.
К западу от посёлка протекает река Янега, к северу — река Свирь.

## Демография
| 1879  | 1905  | 1958 | 1990  | 1997  | 2007  | 2010 |
| ----- | ----- | ---- | ----- | ----- | ----- | ---- |
| 26    | ↗44   | ↗117 | ↗1308 | ↘1211 | ↘1133 | ↘951 |
| 2014  | 2017  |      |       |       |       |      |
| ↗1049 | ↘1044 |      |       |       |       |      |

### Национальный состав
Согласно данным Всероссийской переписи населения 2021 года в деревне проживали 864 человек, из них:
 русские — 641, молдаване — 4, шорцы — 3, украинцы — 2, узбеки — 2, вепсы — 1, грузины — 1, татары — 1, таджики — 1, другие национальности — 8 человек, остальные национальность не указали.

## Транспорт
Через посёлок проходит железная дорога Санкт-Петербург — Мурманск, имеется железнодорожная станция Янега на которой останавливаются пригородные электропоезда.
К северу от посёлка проходит автомобильная дорога А215 (Лодейное Поле — Вытегра — Брин-Наволок), по ней осуществляется пригородное автобусное сообщение.

## Организации
- Администрация Янегского сельского поселения
- Отделение «Почты России»
- Амбулатория

## Улицы
Боровая, Железнодорожная, Комсомольская, Лесная, Лесной переулок, Новая, Октябрьская, Парковая, Первомайская, Песочная, Пионерская, переулок Связи, Советская, Солнечная, Сосновая, Труда, Энтузиастов.